# Pape Abdou Camara
Pape Abdou Camara (ur. 24 września 1991 w Dakarze) – senegalski piłkarz grający na pozycji pomocnika.

## Kariera klubowa
Camara zaczynał swoją karierę w senegalskim klubie Étoile Lusitana. Stamtąd 17 stycznia 2010 trafił do Standardu Liège. W Eerste klasse zadebiutował 25 kwietnia 2010 w przegranym 0:1 meczu z Royalem Charleroi. W lipcu 2010 przeszedł na wypożyczenie do także pierwszoligowego Sint-Truidense VV. 18 września 2010 w przegranym 2:4 spotkaniu z Cercle Brugge strzelił swoje dwa pierwsze gole w Eerste klasse. W grudniu 2010 wrócił do Standardu, z którym w sezonie 2010/2011 wywalczył Puchar Belgii i wicemistrzostwo Belgii. 
12 stycznia 2012 podpisał kontrakt z francuskim Valenciennes FC. Swój pierwszy mecz w Ligue 1 rozegrał 29 stycznia 2012 przeciwko AC Ajaccio (1:2). W sezonie 2013/2014 spadł z klubem do Ligue 2, gdzie występował w następnym sezonie. Od 1 lipca 2015 pozostawał bez klubu, aż w październiku 2015 podpisał kontrakt z belgijskim RFC Seraing. W sezonie 2015/2016 spadł z nim z drugiej ligi do trzeciej. Po zakończeniu następnego sezonu, w lipcu 2017 odszedł z klubu.
We wrześniu 2018 został graczem ormiańskiego Urartu Erywań. W styczniu 2020 odszedł stamtąd do Alaszkertu Erywań.
| Sezon   | Klub              | Kraj    | Rozgrywki              | Mecze | Bramki | Europejskie puchary                                 | Mecze | Bramki |
| ------- | ----------------- | ------- | ---------------------- | ----- | ------ | --------------------------------------------------- | ----- | ------ |
| 2009/10 | Standard Liège    | Belgia  | Eerste klasse          | 1     | 0      | –                                                   | –     | –      |
| 2010/11 | Sint-Truidense VV | Belgia  | Eerste klasse          | 11    | 2      | –                                                   | –     | –      |
| 2010/11 | Standard Liège    | Belgia  | Eerste klasse          | 15    | 0      | –                                                   | –     | –      |
| 2011/12 | Standard Liège    | Belgia  | Eerste klasse          | 5     | 0      | kw. do Ligi Mistrzów kw. do Ligi Europy Liga Europy | 2 1   | 0      |
| 2011/12 | Valenciennes FC   | Francja | Ligue 1                | 11    | 0      | –                                                   | –     | –      |
| 2012/13 | Valenciennes FC   | Francja | Ligue 1                | 6     | 0      | –                                                   | –     | –      |
| 2013/14 | Valenciennes FC   | Francja | Ligue 1                | 0     | 0      | –                                                   | –     | –      |
| 2014/15 | Valenciennes FC   | Francja | Ligue 2                | 8     | 0      | –                                                   | –     | –      |
| 2015/16 | RFC Seraing       | Belgia  | Tweede klasse          | 13    | 2      | –                                                   | –     | –      |
| 2016/17 | RFC Seraing       | Belgia  | Eerste klasse amateurs | 18    | 3      | –                                                   | –     | –      |
| 2018/19 | Urartu Erywań     | Armenia | Barcragujn chumb       | 22    | 1      | –                                                   | –     | –      |
| 2019/20 | Urartu Erywań     | Armenia | Barcragujn chumb       | 11    | 3      | kw. do Ligi Europy                                  | 2     | 0      |
| 2019/20 | Alaszkert Erywań  | Armenia | Barcragujn chumb       |       |        | –                                                   | –     | –      |